# Bañares
Bañares település Spanyolországban, La Rioja autonóm közösségben. Bañares Azofra, Baños de Rioja, Cidamón, Cirueña, Hervías, Rodezno, San Torcuato, Villalobar de Rioja, Santo Domingo de la Calzada, Castañares de Rioja és Hormilla községekkel határos. Lakosainak száma 199 fő (2024).

## Népesség
A település népessége az elmúlt években az alábbi módon változott:
| Lakosok száma | 393  | 363  | 327  | 324  | 303  | 289  | 240  | 241  | 206  | 199  |
|               | 2001 | 2004 | 2007 | 2009 | 2012 | 2014 | 2017 | 2019 | 2022 | 2024 |